# Vanderbilt Cup

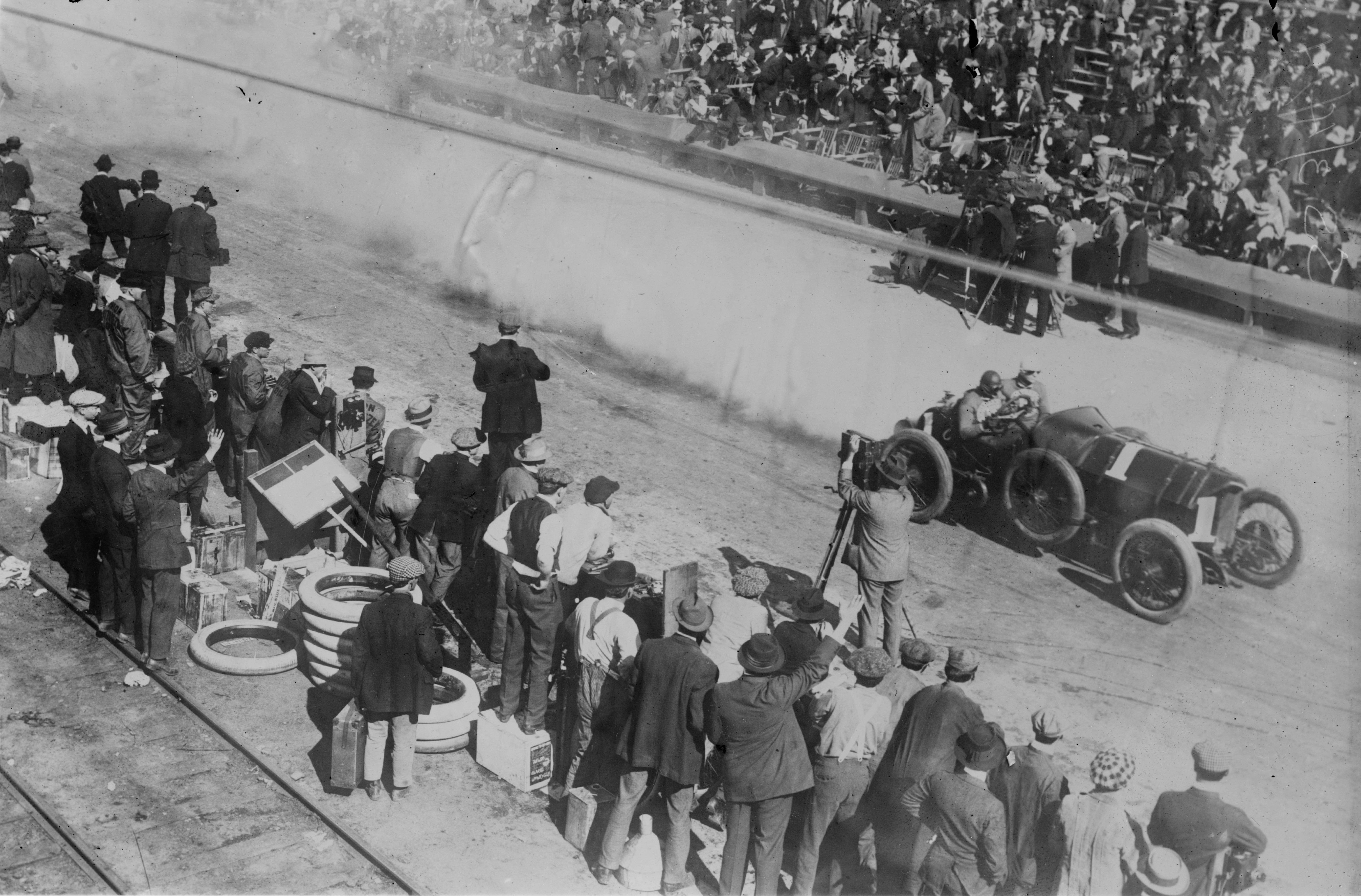
Tävlingen 1914.

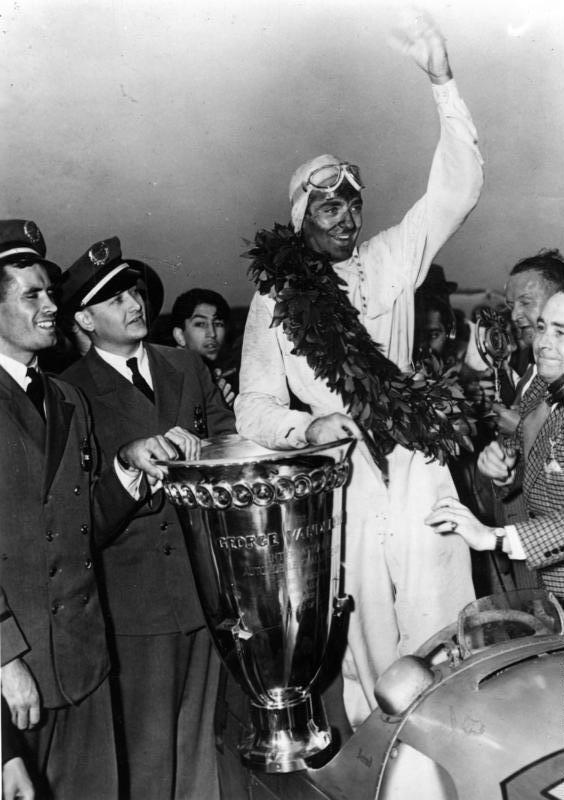
Bernd Rosemeyer med prispokalen 1937.

Vanderbilt Cup var en amerikansk biltävling som startades av William Kissam Vanderbilt II 1904.
De första tävlingarna hölls på Long Island, New York och lockade deltagare även från Europa. Senare kördes tävlingen på andra banor runt om USA. Tävlingen ställdes in efter USA:s inträde i första världskriget.
Vanderbilt Cup återkom igen 1936, uppbackad av George Washington Vanderbilt III. Två tävlingar hölls på Roosevelt Raceway på Long Island, innan den lades ned igen på grund av bristande intresse från de inhemska biltillverkarnas sida.
Namnet Vanderbilt Cup återkom 1996 på segertrofén i Champ Car -loppet U.S. 500. Mellan 2000 och 2007 var Vanderbilt Cup namnet på segertrofén för den totala seriesegern.

## Vinnare
| År        | Vinnare          | Bil                |
| --------- | ---------------- | ------------------ |
| 1904      | George Heath     | Panhard            |
| 1905      | Victor Hémery    | Darracq            |
| 1906      | Louis Wagner     | Darracq            |
| 1907      | Ingen tävling    | Ingen tävling      |
| 1908      | George Robertson | Locomobile         |
| 1909      | Harry Grant      | Alco               |
| 1910      | Harry Grant      | Alco               |
| 1911      | Ralph Mulford    | Lozier             |
| 1912      | Ralph DePalma    | Mercedes           |
| 1913      | Ingen tävling    | Ingen tävling      |
| 1914      | Ralph DePalma    | Schroeder-Mercedes |
| 1915      | Dario Resta      | Peugeot            |
| 1916      | Dario Resta      | Peugeot            |
| 1917-1935 | Inga tävlingar   | Inga tävlingar     |
| 1936      | Tazio Nuvolari   | Alfa Romeo         |
| 1937      | Bernd Rosemeyer  | Auto Union         |